# 비웃음

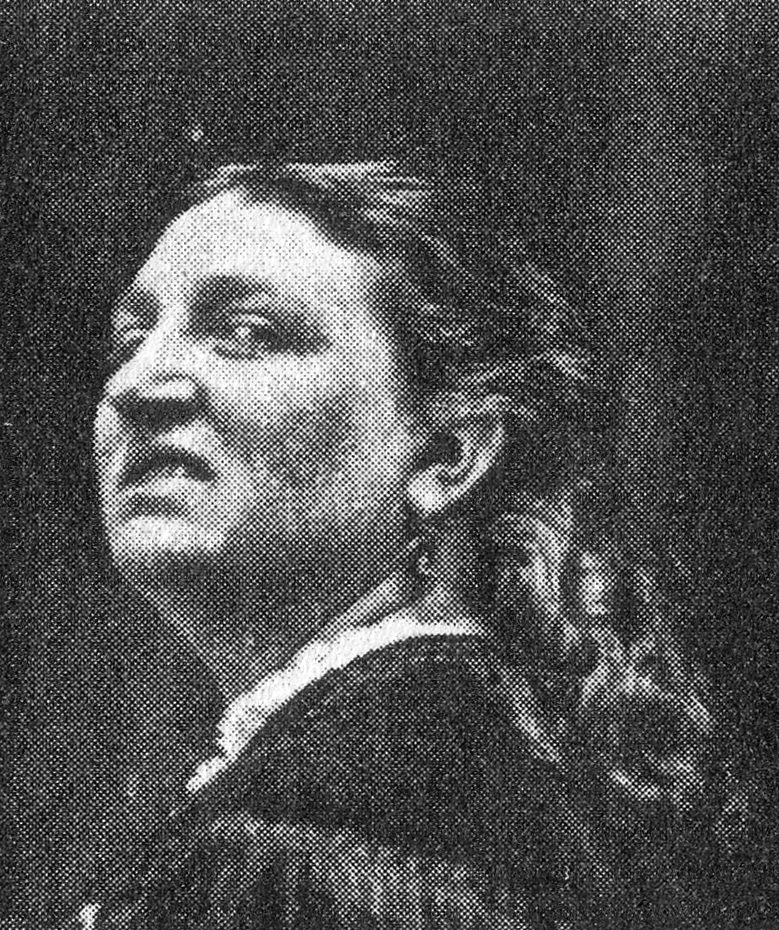
찰스 다윈의 『인간과 동물의 감정 표현』에 사용된 비웃음의 묘사

비웃음은 입술을 말리거나 코를 올리는 등 윗입술의 한쪽 모서리가 약간 올라가는 것을 특징으로 하는 경멸이나 혐오의 표정이다. 인간과 동물의 감정 표현에서 찰스 다윈은 "비웃음"을 "얼굴 한쪽의 송곳니만 보이는 방식으로 윗입술이 오므려지는 것"으로 정의했다.

## 대중문화
- 폭풍의 언덕에서 에밀리 브론테는 주인공인 히스클리프의 성격을 요약하기 위해 소설 내레이터인 가정부 엘렌 딘("넬리")이 인식한 비웃음을 사용했다.[3]
- 공포 장르의 배우 빈센트 프라이스는 트레이드마크인 비웃음으로 캐릭터의 대사를 전달했다.[4][5]
- 펑크 록 음악가 빌리 아이돌은 트레이드마크인 비웃음으로도 유명하다.
- 해리 포터 이야기에서 드레이코 말포이와 그의 아버지는 불길한 비웃음으로 악명이 높다. 이는 금전적, 권력 또는 가족적 지위가 부족하다고 판단되는 사람들에 대한 이들 캐릭터의 권리 의식과 경멸을 나타내는 것이다.[6][7]
- 한 명 이상의 평론가는 아메리칸 아이돌 및 브리튼스 갓 탤런트에서 볼 수 있는 것과 같은 대중문화 사법 패널이 불운한 참가자를 정기적으로 비웃는 것으로 묘사했다.[8][9][10]
- 캐나다의 TV 애니메이션 시리즈 더 라쿤스(The Raccoons)의 만화 캐릭터 시릴 스니어(Cyril Sneer)는 그의 이름을 딴('스니어'가 '비웃음'을 의미) 비웃음을 표출한다.[11][12]
- 딕 체니 전 미국 부통령의 정치적 반대자들은 때때로 그가 자신들을 비웃는 표정으로 바라보는 것으로 인식하기도 했다.[13][14]